# NSWRL 1988
Die NSWRL 1988 war die 81. Saison der New South Wales Rugby League Premiership, der ersten australischen Rugby-League-Meisterschaft. Den ersten Tabellenplatz nach Ende der regulären Saison belegten die Cronulla-Sutherland Sharks. Diese verloren im Halbfinale 2:9 gegen die Balmain Tigers, die im Finale 12:24 gegen die Canterbury-Bankstown Bulldogs verloren. Die Bulldogs gewannen damit die NSWRL zum sechsten Mal.
1988 wurden mit den Brisbane Broncos, Gold Coast-Tweed Giants und Newcastle Knights drei neue Mannschaften aufgenommen, wodurch die Anzahl der Mannschaften auf 16 stieg. Es war zudem das erste Mal in der Geschichte des Wettbewerbs, dass Mannschaften außerhalb von New South Wales teilnahmen.

## Tabelle
|      | Team                          | Spiele | Siege | Unent. | Ndlg. | Spiel- punkte | Diff. | Tabellen- punkte |
| ---- | ----------------------------- | ------ | ----- | ------ | ----- | ------------- | ----- | ---------------- |
| 01.  | Cronulla-Sutherland Sharks    | 22     | 16    | 2      | 4     | 507:330       | + 177 | 34               |
| 02.  | Canterbury-Bankstown Bulldogs | 22     | 16    | 0      | 6     | 412:268       | + 144 | 32               |
| 03.  | Canberra Raiders              | 22     | 15    | 0      | 7     | 596:346       | + 250 | 30               |
| 04.  | Manly-Warringah Sea Eagles    | 22     | 15    | 0      | 7     | 538:347       | + 191 | 30               |
| 05.  | Penrith Panthers              | 22     | 15    | 0      | 7     | 394:258       | + 136 | 30               |
| 06.  | Balmain Tigers                | 22     | 15    | 0      | 7     | 402:341       | + 61  | 30               |
| 07.  | Brisbane Broncos              | 22     | 14    | 0      | 8     | 474:368       | + 106 | 28               |
| 08.  | South Sydney Rabbitohs        | 22     | 12    | 2      | 8     | 425:383       | + 42  | 24*              |
| 09.  | North Sydney Bears            | 22     | 9     | 2      | 11    | 366:424       | - 58  | 20               |
| 010. | St. George Dragons            | 22     | 9     | 0      | 13    | 352:493       | - 141 | 18               |
| 011. | Parramatta Eels               | 22     | 8     | 0      | 14    | 359:412       | - 53  | 16               |
| 012. | Eastern Suburbs Roosters      | 22     | 6     | 3      | 13    | 387:443       | - 56  | 15               |
| 013. | Illawarra Steelers            | 22     | 6     | 1      | 15    | 353:510       | - 157 | 13               |
| 014. | Newcastle Knights             | 22     | 5     | 1      | 16    | 270:460       | - 190 | 11               |
| 015. | Gold Coast-Tweed Giants       | 22     | 4     | 2      | 16    | 238:484       | - 246 | 10               |
| 016. | Western Suburbs Magpies       | 22     | 4     | 1      | 17    | 287:493       | - 206 | 9                |

- South Sydney wurden zwei Punkte abgezogen, weil sie während eines Spiels die Auswechselregeln verletzten.

## Playoffs

### Ausscheidungsplayoff
| 16. August | Balmain Tigers | 28 : 8 | Penrith Panthers | Parramatta Stadium, Sydney Zuschauer: 14.206 Schiedsrichter: Mick Stone |
| 16. August | Bericht        |        |                  | Parramatta Stadium, Sydney Zuschauer: 14.206 Schiedsrichter: Mick Stone |

- Das Spiel fand statt, da Balmain und North Sydney punktgleich waren.

### Ausscheidungs/Qualifikationsplayoffs
| 20. August 15:00 | Balmain Tigers | 19 : 6 | Manly-Warringah Sea Eagles | Sydney Football Stadium, Sydney Zuschauer: 25.327 Schiedsrichter: Mick Stone |
| 20. August 15:00 | (13:0) Bericht |        |                            | Sydney Football Stadium, Sydney Zuschauer: 25.327 Schiedsrichter: Mick Stone |

| 21. August 15:00 | Canterbury-Bankstown Bulldogs | 19 : 18 | Canberra Raiders | Sydney Football Stadium, Sydney Zuschauer: 19.259 Schiedsrichter: Graham Annesley |
| 21. August 15:00 | (16:6) Bericht                |         |                  | Sydney Football Stadium, Sydney Zuschauer: 19.259 Schiedsrichter: Graham Annesley |

| 27. August 15:00 | Balmain Tigers | 14 : 6 | Canberra Raiders | Sydney Football Stadium, Sydney Zuschauer: 28.879 Schiedsrichter: Mick Stone |
| 27. August 15:00 | (2:6) Bericht  |        |                  | Sydney Football Stadium, Sydney Zuschauer: 28.879 Schiedsrichter: Mick Stone |

| 28. August 15:00 | Canterbury-Bankstown Bulldogs | 26 : 8 | Cronulla-Sutherland Sharks | Sydney Football Stadium, Sydney Zuschauer: 31.684 Schiedsrichter: Graham Annesley |
| 28. August 15:00 | (10:4) Bericht                |        |                            | Sydney Football Stadium, Sydney Zuschauer: 31.684 Schiedsrichter: Graham Annesley |

### Halbfinale
| 4. September 15:00 | Balmain Tigers | 9 : 2 | Cronulla-Sutherland Sharks | Sydney Football Stadium, Sydney Zuschauer: 34.848 Schiedsrichter: Mick Stone |
| 4. September 15:00 | (0:2) Bericht  |       |                            | Sydney Football Stadium, Sydney Zuschauer: 34.848 Schiedsrichter: Mick Stone |

### Grand Final
| 11. September | Canterbury-Bankstown Bulldogs                                                           | 24 : 12        | Balmain Tigers                                                              | Sydney Football Stadium, Sydney Zuschauer: 40.000 Schiedsrichter: Mick Stone |
| 11. September | Versuche: Gillespie, Hagan, Lamb, Nissen Erhöhungen: Lamb (3/4) Straftritte: Lamb (1/2) | (10:8) Bericht | Versuche: Elias, McGuire Erhöhungen: Conlon (1/2) Straftritte: Conlon (1/2) | Sydney Football Stadium, Sydney Zuschauer: 40.000 Schiedsrichter: Mick Stone |

| 1                  | Jason Alchin    |
| 2                  | Glen Nissen     |
| 3                  | Andrew Farrar   |
| 4                  | Tony Currie     |
| 5                  | Robin Thorne    |
| 6                  | Terry Lamb      |
| 7                  | Michael Hagan   |
| 8                  | Paul Langmack   |
| 9                  | Steve Folkes    |
| 10                 | David Gillespie |
| 11                 | Paul Dunn       |
| 12                 | Joe Thomas      |
| 13                 | Peter Tunks     |
| Auswechselspieler: |                 |
| 15                 | Brandon Lee     |
| 18                 | Steve Mortimer  |
| 23                 | Darren McCarthy |
| 14                 | Mark Bugden     |

| 1                  | Garry Jack     |
| 2                  | Russel Gartner |
| 3                  | Ellery Hanley  |
| 4                  | Michael Pobije |
| 5                  | Ross Conlon    |
| 6                  | Michael Neil   |
| 7                  | Gary Freeman   |
| 8                  | Wayne Pearce   |
| 9                  | David Brooks   |
| 10                 | Paul Sironen   |
| 11                 | Bruce McGuire  |
| 12                 | Ben Elias      |
| 13                 | Kerry Hemsley  |
| Auswechselspieler: |                |
| 19                 | Steve Edmed    |
| 14                 | Scott Gale     |
| 18                 | Kevin Hardwick |